# Cañón Humano
El Cañon Humano (Jack Pulver) (en inglés, Human Cannonball) es un personaje ficticio, un supervillano que aparece en los cómics estadounidenses publicados por Marvel Comics.

## Historial de publicaciones
El Cañón Humano apareció por primera vez en Incredible Hulk # 3 (septiembre de 1962) como miembro del  Circo del Crimen y fue creado por Stan Lee and Jack Kirby.
El personaje aparece posteriormente en The Amazing Spider-Man # 16 (septiembre de 1964), # 22 (marzo de 1965), The Avengers # 22 (noviembre de 1965), The Amazing Spider-Man Annual # 2 (1965), Thor # 145-147 (octubre-diciembre de 1967), Marvel Spectacular # 15-17 (julio-septiembre de 1975), Super-Villain Team-Up # 8 (octubre de 1976), Ghost Rider # 72-73 (septiembre-octubre de 1982) y X-Men y Power Pack # 3 (febrero de 2006).
El Cañón Humano apareció como parte de la entrada "Circo del Crimen" en el Manual Oficial de Marvel Universe Deluxe Edition # 2.

## Biografía
Jack Pulver nació en Burbank, California. Es un miembro de la organización criminal, el Circo del Crimen, y trabaja como una bala de cañón humana y acróbata que se especializa en recibir un disparo de un cañón. Lleva un traje y un casco que lo protege de las lesiones. Inicialmente se lleva un casco rojo y el mono púrpura. En una batalla con Hulk, él mismo ha tirado hacia fuera de su cañón hacia el Goliat Verde sin más arma que una réplica del martillo de Thor. Hulk lo golpea la derecha a través de la parte superior de la carpa del circo. Este truco, y el diálogo posterior, hace que sea bastante claro que Jack no es tan inteligente.
Cuando aparece junto al Circo del Crimen, Jack ha cambiado su atuendo. Su traje es de color naranja y ahora se ha sustituido el casco de protección con un sombrero en forma de bala de metal para que pueda utilizar la cabeza como un ariete, que no le ayuda. Spider-Man y Daredevil le montan a través del aire como un potro salvaje y lo dirigen en un accidente con un grupo de palurdos de circo.
Frustrado por esta derrota, Cañón Humano está más que dispuesto a tirar con el Payaso, Princesa Python y Gran Gambonnos. Patean a Ringmaster y se convierten en los Maestros de Amenaza, un nombre de la Princesa Python discurre, dirigido por el Payaso. Con el gran Gambonnos roba algunas pinturas como él se utiliza para golpear a través de una puerta y golpea a Jameson usando su casco, lo coloca en el hospital. Cuando Spider-Man ataca a los Maestros en su escondite, en su experto de su red araña, Cañón Humano en la parte superior de su sombrero de bala, arrugando y golpeándolo hasta los ojos. Él se reúne con Ringmaster cuando se produce un error para atraer a Hawkeye, Quicksilver y la Bruja Escarlata en el grupo. Quicksilver lo derrota fácilmente.
Cañón Humano y el Circo más tarde luchan contra una serie de héroes incluyendo a Luke Cage, Namor, y Shroud, Hulk, Howard el pato, Power Pack, Generación X, Spider-Man, y Dinosaurio Diablo y Chico Luna.
Cañón Humano apareció más tarde como miembro del Sindicato del Crimen de Capucha.

## Poderes y Habilidades
Se desgasta en acolchado de acero para proteger la cabeza, los hombros, las muñecas y los pies de los efectos de su ataque. La armadura también ofrece cierta protección frente a ataques físicos. Por lo general se utiliza un remolque montado cañón de aire para disparar a sí mismo a los oponentes o en edificios. A veces lleva una maza para golpear a los oponentes mientras vuela por ellos.

## En otros medios

### Televisión
- Cañón Humano aparece en The Incredible Hulk parte de los superhéroes de Marvel.
- Aparece en Las nuevas aventuras de Spider-Man, episodio "Carnaval del Crimen".
- Aparece también en la primera temporada de Avengers Assemble, episodio "Crimen y Circo", con la voz de Bumper Robinson.